# Abierto de Australia 2008
El Abierto de Australia de 2008 se llevó a cabo entre el 14 y el 27 de enero de 2008 en Melbourne, Australia. La pista principal es la Rod Laver Arena.

## Seniors

### Individual masculino
Novak Đoković vence a  Jo-Wilfried Tsonga 4–6, 6–4, 6–3, 7–6(2)
- Fue el primer Grand Slam ganado por Djokovic, y el octavo título de su carrera.

### Individual femenino
María Sharápova vence a  Ana Ivanović, 7–5, 6–3
- Fue el primer título del año de Sharapova y el decimoséptimo de su carrera.

### Dobles masculino
Jonathan Erlich /  Andy Ram vencen a  Arnaud Clément /  Michaël Llodra, 7–5, 7–6(4)
- Fue el primer título de Grand Slam que ganan.
- Israel nunca había ganado en esta modalidad.

### Dobles femenino
Alona Bondarenko /  Kateryna Bondarenko vencen a  Victoria Azarenka /  Shahar Pe'er, 2–6, 6–1, 6–4

### Dobles mixto
Sun Tiantian /  Nenad Zimonjić vencen a  Sania Mirza /  Mahesh Bhupathi, 7–6(4), 6–4

## Júniors

### Individual júnior masculino
Bernard Tomic vence a  Yang Tsung-Hua, 4-6, 7-6(5), 6-0

### Individual júnior femenino
Arantxa Rus vence a  Jessica Moore, 6-3, 6-4

### Dobles júnior masculino
Hsieh Cheng Peng /  Yang Tsung-Hua vencen a  Vasek Pospisil /  César Ramírez, 3-6, 7-5, [10-5]

### Dobles júnior femenino
Ksenia Lykina /  Anastasiya Pavliuchenkova vencen a  Elena Bogdan /  Misaki Doi, 6-0, 6-4

## Silla de ruedas

### Individual masculino
Shingo Kunieda gana a  Michael Jeremiasz, 6-1, 6-4

### Individual femenino
Esther Vergeer gana a  Korie Homan, 6–3, 6–3

### Dobles masculino
Satoshi Saida /  Shingo Kunieda ganan a  Robin Ammerlaan/ Ronald Vink, 6–4, 6–3

### Dobles femenino
Jiske Griffioen /  Esther Vergeer ganan a  Sharon Walraven/ Korie Homan, 6–3, 6–1

## Cabezas de serie
A continuación se detallan los cabeza de serie de cada categoría. Los jugadores marcados en negrita están todavía en competición. Los jugadores que ya no estén en el torneo se enumeran junto con la ronda en la cual fueron eliminados.

### Cabezas de serie (individual masculino)
| 1.  | Roger Federer         | pierde ante | Novak Đoković          | Semifinales      |
| 2.  | Rafael Nadal          | pierde ante | Jo-Wilfried Tsonga     | Semifinales      |
| 3.  | Novak Đoković         | gana a      | Jo-Wilfried Tsonga     | Campeón          |
| 4.  | Nikolái Davydenko     | pierde ante | Mijaíl Yuzhny          | 4ª ronda         |
| 5.  | David Ferrer          | pierde ante | Novak Đoković          | Cuartos de final |
| 6.  | Andy Roddick          | pierde ante | Philipp Kohlschreiber  | 3ª ronda         |
| 7.  | Fernando González     | pierde ante | Marin Čilić            | 3ª ronda         |
| 8.  | Richard Gasquet       | pierde ante | Jo-Wilfried Tsonga     | 4.ª ronda        |
| 9.  | Andy Murray           | pierde ante | Jo-Wilfried Tsonga     | 1.ª ronda        |
| 10. | David Nalbandian      | pierde ante | Juan Carlos Ferrero    | 3.ª ronda        |
| 11. | Tommy Robredo         | pierde ante | Mardy Fish             | 2ª ronda         |
| 12. | James Blake           | pierde ante | Roger Federer          | Cuartos de final |
| 13. | Tomáš Berdych         | pierde ante | Roger Federer          | 4ª ronda         |
| 14. | Mijaíl Yuzhny         | pierde ante | Jo-Wilfried Tsonga     | Cuartos de final |
| 15. | Marcos Baghdatis      | pierde ante | Lleyton Hewitt         | 3.ª ronda        |
| 16. | Carlos Moyá           | pierde ante | Stefan Koubek          | 1.ª ronda        |
| 17. | Ivan Ljubičić         | pierde ante | Robin Haase            | 1.ª ronda        |
| 18. | Juan Ignacio Chela    | pierde ante | Guillermo García López | 1.ª ronda        |
| 19. | Lleyton Hewitt        | pierde ante | Novak Đoković          | 4.ª ronda        |
| 20. | Ivo Karlović          | pierde ante | Mijaíl Yuzhny          | 3ª ronda         |
| 21. | Juan Mónaco           | pierde ante | Tomáš Berdych          | 3ª ronda         |
| 22. | Juan Carlos Ferrero   | pierde ante | David Ferrer           | 4ª ronda         |
| 23. | Paul-Henri Mathieu    | pierde ante | Rafael Nadal           | 4ª ronda         |
| 24. | Jarkko Nieminen       | pierde ante | Rafael Nadal           | Cuartos de final |
| 25. | Fernando Verdasco     | pierde ante | Janko Tipsarević       | 2ª ronda         |
| 26. | Stanislas Wawrinka    | pierde ante | Marc Gicquel           | 2.ª ronda        |
| 27. | Nicolás Almagro       | pierde ante | Marin Čilić            | 1.ª ronda        |
| 28. | Gilles Simon          | pierde ante | Rafael Nadal           | 3.ª ronda        |
| 29. | Philipp Kohlschreiber | pierde ante | J Nieminen             | 4.ª ronda        |
| 30. | Radek Štěpánek        | pierde ante | Vincent Spadea         | 1.ª ronda        |
| 31. | Igor Andreev          | pierde ante | Richard Gasquet        | 3.ª ronda        |
| 32. | Dmitry Tursunov       | pierde ante | Sam Querrey            | 2ª ronda         |

### Cabezas de serie (individual femenino)
| 1.  | Justine Henin       | pierde ante | María Sharápova     | Cuartos de final |
| 2.  | Svetlana Kuznetsova | pierde ante | Agnieszka Radwańska | 3ª ronda         |
| 3.  | Jelena Janković     | pierde ante | María Sharápova     | Semifinales      |
| 4.  | Ana Ivanović        | pierde ante | María Sharápova     | Final            |
| 5.  | María Sharápova     | derrota a   | Ana Ivanović        | Campeona         |
| 6.  | Anna Chakvetadze    | pierde ante | Maria Kirilenko     | 3ª ronda         |
| 7.  | Serena Williams     | pierde ante | Jelena Janković     | Cuartos de final |
| 8.  | Venus Williams      | pierde ante | Ana Ivanović        | Cuartos de final |
| 9.  | Daniela Hantuchová  | pierde ante | Ana Ivanović        | Semifinales      |
| 10. | Marion Bartoli      | pierde ante | Sofia Arvidsson     | 1.ª ronda        |
| 11. | Yelena Dementieva   | pierde ante | María Sharápova     | 4.ª ronda        |
| 12. | Nicole Vaidišová    | pierde ante | Serena Williams     | 4ª ronda         |
| 13. | Tatiana Golovin     | pierde ante | Aravane Rezaï       | 2ª ronda         |
| 14. | Nadia Petrova       | pierde ante | Agnieszka Radwańska | 4ª ronda         |
| 15. | Patty Schnyder      | pierde ante | Casey Dellacqua     | 2.ª ronda        |
| 16. | Dinara Sáfina       | pierde ante | Sabine Lisicki      | 1.ª ronda        |
| 17. | Shahar Pe'er        | pierde ante | Yelena Dementieva   | 3.ª ronda        |
| 18. | Amélie Mauresmo     | pierde ante | Casey Dellacqua     | 3ª ronda         |
| 19. | Sybille Bammer      | pierde ante | Hsieh Su-wei        | 2.ª ronda        |
| 20. | Ágnes Szávay        | pierde ante | Yekaterina Makarova | 1.ª ronda        |
| 21. | Alona Bondarenko    | pierde ante | Caroline Wozniacki  | 2.ª ronda        |
| 22. | Lucie Šafářová      | pierde ante | Catalina Castaño    | 1.ª ronda        |
| 23. | Vera Zvonareva      | pierde ante | Ai Sugiyama         | 1.ª ronda        |
| 24. | Li Na               | pierde ante | Marta Domachowska   | 3.ª ronda        |
| 25. | Francesca Schiavone | pierde ante | Justine Henin       | 3ª ronda         |
| 26. | Victoria Azarenka   | pierde ante | Serena Williams     | 3ª ronda         |
| 27. | Maria Kirilenko     | pierde ante | Daniela Hantuchová  | 4ª ronda         |
| 28. | Katarina Srebotnik  | pierde ante | Ana Ivanović        | 3ª ronda         |
| 29. | Agnieszka Radwańska | pierde ante | Daniela Hantuchová  | Cuartos de final |
| 30. | Virginie Razzano    | pierde ante | Jelena Janković     | 3ª ronda         |
| 31. | Sania Mirza         | pierde ante | Venus Williams      | 3.ª ronda        |
| 32. | Julia Vakulenko     | pierde ante | Yelena Vesnina      | 1.ª ronda        |

### Cabezas de serie (dobles masculino)
| 1.  | Bob Bryan Mike Bryan                 | pierden ante | Mahesh Bhupathi Mark Knowles        | Cuartos de final |
| 2.  | Daniel Nestor Nenad Zimonjić         | pierden ante | Arnaud Clément Michael Llodra       | Cuartos de final |
| 3.  | Simon Aspelin Julian Knowle          | pierden ante | Robert Lindstedt Jarkko Nieminen    | 1.ª ronda        |
| 4.  | Martin Damm Pavel Vízner             | pierden ante | Jeff Coetzee Wesley Moodie          | Cuartos de final |
| 5.  | Paul Hanley Leander Paes             | pierden ante | Rohan Bopanna Rajeev Ram            | 2ª ronda         |
| 6.  | Mahesh Bhupathi Mark Knowles         | pierden ante | Jonathan Erlich Andy Ram            | Semifinales      |
| 7.  | Arnaud Clément Michael Llodra        | pierden ante | Jonathan Erlich Andy Ram            | Final            |
| 8.  | Jonathan Erlich Andy Ram             | derrotan a   | Arnaud Clément Michael Llodra       | Campeones        |
| 9.  | Frantisek Cermak Lukas Dlouhy        | pierden ante | Jonathan Erlich Andy Ram            | 3ª ronda         |
| 10. | Eric Butorac Kevin Ullyett           | pierden ante | Arnaud Clément Michael Llodra       | 3ª ronda         |
| 11. | Mariusz Fyrstenberg Marcin Matkowski | pierden ante | Mahesh Bhupathi Mark Knowles        | 3ª ronda         |
| 12. | Max Mirnyi Jamie Murray              | pierden ante | Edouard Roger-Vasselin Gilles Simon | 1.ª ronda        |
| 13. | Marcelo Melo André Sá                | pierden ante | Lucas Arnold Ker Feliciano López    | 1.ª ronda        |
| 14. | Julien Benneteau Nicolas Mahut       | pierden ante | Bob Bryan Mike Bryan                | 3ª ronda         |
| 15. | Christopher Kas Rogier Wassen        | pierden ante | Daniel Nestor Nenad Zimonjić        | 3ª ronda         |
| 16. | Leoš Friedl David Škoch              | pierden ante | Carsten Ball Adam Feeney            | 2ª ronda         |

### Cabezas de serie (dobles femenino)
| 1.  | Cara Black Liezel Huber          | pierden ante | Alona Bondarenko Kateryna Bondarenko | Cuartos de final |
| 2.  | Katarina Srebotnik Ai Sugiyama   | pierden ante | Serena Williams Venus Williams       | 2ª ronda         |
| 3.  | Yung-jan Chan Chia-jung Chuang   | pierden ante | Janette Husárová Flavia Pennetta     | 3ª ronda         |
| 4.  | Kveta Peschke Rennae Stubbs      | pierden ante | Anabel Medina Virginia Ruano         | Cuartos de final |
| 5.  | Nathalie Dechy Dinara Sáfina     | pierden ante | Jelena Janković Bethanie Mattek      | 1.ª ronda        |
| 6.  | Sania Mirza Alicia Molik         | pierden ante | Victoria Azarenka Shahar Peer        | 3ª ronda         |
| 7.  | Zi Yan Jie Zheng                 | pierden ante | Victoria Azarenka Shahar Peer        | Semifinal        |
| 8.  | Shuai Peng Tiantian Sun          | pierden ante | Alona Bondarenko Kateryne Bondarenko | 2ª ronda         |
| 9.  | Lisa Raymond Francesca Schiavone | pierden ante | Nicole Vaidišová Barbora Zahlavova   | 1.ª ronda        |
| 10. | Anabel Medina Virginia Ruano     | pierden ante | Alona Bondarenko Kateryna Bondarenko | Semifinales      |
| 11. | Maria Kirilenko Ágnes Szávay     | pierden ante | Lindsay Davenport Daniela Hantuchová | 1.ª ronda        |
| 12. | Victoria Azarenka Shahar Peer    | pierden ante | Alona Bondarenko Kateryna Bondarenko | Final            |
| 13. | Janette Husárová Flavia Pennetta | pierden ante | Victoria Azarenka Shahar Peer        | Cuartos de final |
| 14. | Vania King Nicole Pratt          | pierden ante | Maret Ani Meilen Tu                  | 1.ª ronda        |
| 15. | Maria Elena Camerin Gisela Dulko | pierden ante | Mariya Koryttseva Tatiana Perebiynis | 1.ª ronda        |
| 16. | Iveta Benešová Galina Voskoboeva | pierden ante | Stéphanie Foretz Selima Sfar         | 2ª ronda         |